# Liéchi

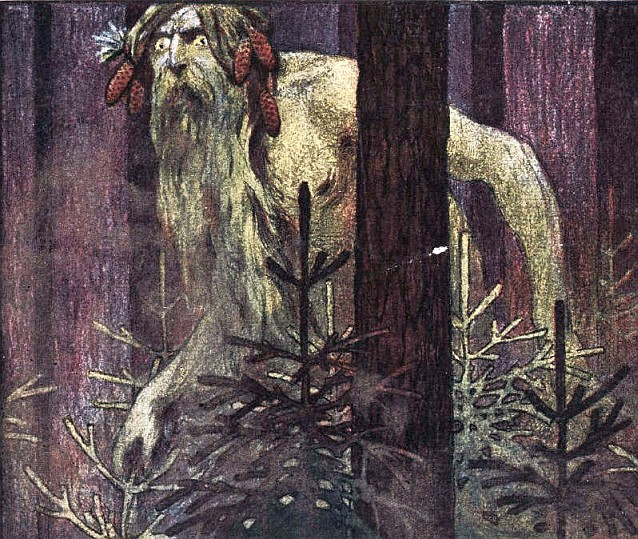
Illustration de couverture du no 1 de la revue satirique Lechi (1906)

Le Liéchi (ou lechiï, léchy, lesovik, en russe : леший, mot-à-mot sylvain ou homme des bois), est dans la mythologie slave, un esprit de la forêt et des arbres. Il est le gardien de la forêt et de ses habitants.

## Caractéristiques

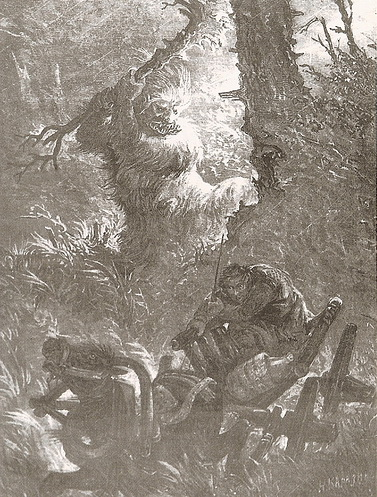
Léchi, par Ivan Ijakévitch. Dessin paru dans l'hebdomadaire Niva, 1904.

Le Liéchi a une apparence humaine, mais il n'a pas d'ombre et a le pouvoir de se faire aussi petit qu'une souris ou aussi grand qu'un arbre. Sa peau est bleue comme son sang, sa barbe et ses cheveux sont faits de mousse, et ses vêtements de fourrure. Il est capable de se transformer en n'importe quel animal ou n'importe quelle plante de la forêt et peut apparaître et disparaître à sa guise. Tous les animaux lui obéissent.
Le Liéchi aime égarer les voyageurs et les chasseurs dans la forêt. Cependant, il est possible de s'attirer ses faveurs en respectant la forêt. De même, il sera très content si on lui laisse un cadeau sur une souche, par exemple un œuf, en particulier un  œuf rouge, ou une tranche de pain saupoudrée de sel.
Il vole parfois en bordure de forêt des nouveau-nés ou de jeunes enfants, et enlève même des jeunes femmes à l'occasion.
On peut se prémunir contre ses méfaits en faisant le signe de croix, en prononçant une incantation, en retournant ses vêtements (et en mettant son pied droit dans son soulier gauche) ou en rebroussant chemin hors de la forêt.
Chaque 17 octobre, il entre dans une sorte d'hibernation, disparaissant de la forêt jusqu'au printemps suivant.
Le Liéchi se confond plus ou moins avec le personnage du Seigneur de la forêt. Selon P. von Stenin mentionné par James Frazer, « les paysans russes croient que l'esprit Leschiy gouverne à la fois les bois et les créatures qu'il renferme. Pour lui, l'ours est ce que le chien est pour l'homme ». Les animaux de la forêt lui obéissent. « Le succès à la chasse dépend de sa faveur ; aussi, pour s'assurer le secours de l'esprit, le chasseur lui fait-il une offrande, généralement de pain et de sel, sur le tronc d'un arbre de la forêt. En Russie blanche, tout berger doit offrir une vache à léchiï en été ; et dans le gouvernement d'Archangel, quelques bergers sont tellement favorisés par lui, qu'il va jusqu'à garder et soigner leurs troupeaux. »
Le 23 avril, jour de la Saint-Georges (Youri en russe) est aussi le jour du léchi.

## Contes d'Afanassiev

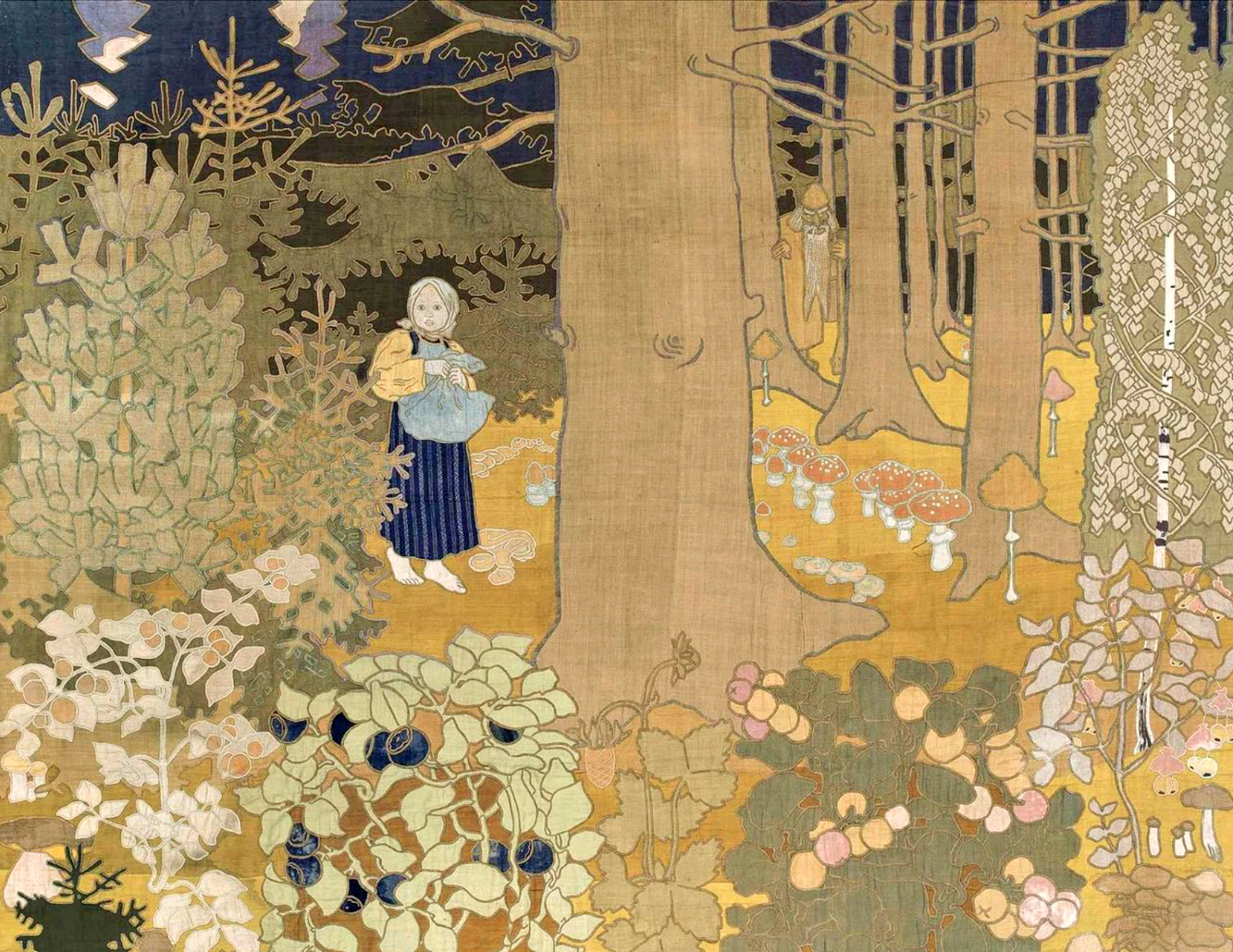
La Petite fille et le Léchi, par Maria Iakountchikova (panneau mural en tissu, 1899).

Alexandre Afanassiev rapporte, dans ses Contes populaires russes, un conte intitulé Le Liéchi (Леший), dans lequel une jeune fille imprudente est enlevée par un liéchi dans la forêt. Trois ans plus tard, survient un chasseur qui tue le liéchi, au grand désespoir de la jeune fille que le liéchi avait nourrie pendant tout ce temps, et qui était plus ou moins retournée à l'état sauvage. Ramenée chez ses parents, qu'elle avait oubliés, elle finira par revenir à elle et par épouser le chasseur. Toutes les recherches entreprises pour retrouver la cabane dans laquelle elle avait vécu en compagnie du liéchi resteront vaines.
Dans une série de contes du même recueil, le personnage du léchi se rapproche de l'archétype de l'homme sauvage (conte-type AT 502), aussi appelé parfois Front-de-cuivre (Медный лоб) en russe. Vladimir Propp a consacré un chapitre de son ouvrage Racines historiques du conte merveilleux à ce personnage.

## Dans la culture populaire
Dans le jeu vidéo The Witcher 3: Wild Hunt, une créature, le leshen est inspiré du Liéchi dont il possède le même pouvoir de contrôle sur la faune.
Dans le jeu vidéo Monster Hunter: World, le leshen de l'univers de The Witcher apparaît pour une quête spéciale crossover avec les 2 univers.
Le Liéchi apparaît également dans L'Ours et le Rossignol de Katherine Arden, un roman empreint de mythologie slave.
Dans la série Supernatural (saison 05, épisode 05 : Idoles assassines) le Liéchi (Liechy) prend la forme de célébrités pour tuer ses victimes avant d'être définitivement détruit par les frères Winchester.
Dans le jeu vidéo Inscryption, L'un des 4 scribes se nomme Leshy, et occupe la place de scribe des bêtes avec son deck ayant la thématique des créatures de la forêt.
Dans le jeu vidéo Cult of the Lamb, le Prélat des Bois Sombres s'appelle Leshy.